# 청주 동화사 석조비로자나불좌상
청주 동화사 석조비로자나불좌상(淸原 東華寺 石造毘盧遮那佛坐像)은 충청북도 청주시 서원구 남이면, 동화사의 대웅전 안에 주존불로 모셔져 있는 불상이다. 1990년 12월 14일 충청북도의 유형문화재 제168호로 지정되었다.

## 개요
충청북도 청주시 서원구 남이면 동화사의 대웅전 안에 주존불(主尊佛)로 모셔져 있는 불상이다. 높은 대좌(臺座) 위에 앉아 있으며, 부러져 있던 목을 잘못 복원하여 머리가 오른쪽으로 약간 틀어져 있다.
머리에는 작은 소라 모양의 머리칼을 붙여 놓았으며, 그 위로 상투 모양의 머리묶음이 솟아 있다. 얼굴 모습은 많이 닳고 전신에 금가루를 칠하여 원형을 알아보기가 어렵다. 양 어깨에서부터 흘러내린 옷은 가슴 앞에서 U자 모양의 주름을 이루면서 좌우대칭으로 처리되어 무릎을 감싸고 있다. 손은 왼손 검지를 오른손으로 감싸고 있는 모습으로 일반적인 비로자나불이 취하는 손모양을 하고 있다.
대좌의 아랫부분은 마룻장 밑으로 들어갔으며, 둥근 모양의 윗부분에는 연꽃잎이 새겨져 있다. 8각으로 이루어진 중간 부분의 앞면에는 향로를 조각하였고, 나머지 면에는 각기 다른 손모양을 한 보살상을 배치하였다.
전체적인 조각수법으로 보아 통일신라 말에서 고려 초에 만들어진 것으로 추정된다.

## 참고 자료
- 청주 동화사석조비로자나불좌상 - 국가유산청 국가유산포털